# Giorgio Vale
Giorgio Vale (Roma, 22 ottobre 1961 – Roma, 5 maggio 1982) è stato un terrorista italiano, militante prima in Terza Posizione e poi nel gruppo eversivo d'ispirazione neofascista Nuclei Armati Rivoluzionari.
Inizia la sua militanza politica nel movimento giovanile Lotta Studentesca, continuando poi la militanza in Terza Posizione, evoluzione del precedente gruppo. L'amicizia, la stima reciproca e la comunanza d'intenti con l'altro militante neofascista Valerio Fioravanti, lo porteranno alla lotta armata nei NAR, organizzazione che lo vedrà protagonista di una stagione di violenze terminata solo con la sua morte, avvenuta durante un conflitto a fuoco con le forze dell'ordine, il 5 maggio 1982, a Roma.

## Biografia

### Gli inizi in Terza Posizione
Mulatto, per via del padre Umberto nato in Eritrea da un italiano e una donna locale, capelli neri crespi e carnagione olivastra, inizia a impegnarsi politicamente nell'attivismo di piazza all'interno del movimento di Lotta Studentesca, per poi divenire il luogotenente di Roberto Nistri e, dopo il suo arresto, avvenuto nel dicembre del 1979, prenderne il posto alla testa dei Nuclei Operativi di Terza Posizione. In quegli anni viene più volte fermato o identificato durante volantinaggi, ronde e picchetti e una volta viene anche arrestato per rissa. Quando diventa responsabile di Terza Posizione ne incrementa il finanziamento illegale con le rapine sottraendosi così al controllo dei capi come Fiore e Adinolfi.

### La doppia militanza tra NAR e TP
Attratto dallo spontaneismo armato dei NAR di Valerio Fioravanti, incomincia a vivere una sua doppia militanza nelle due organizzazioni per trovare una propria realizzazione in diverse forme, anche contemporaneamente.
Dal gennaio del 1980, inizia a mostrare sempre più insofferenza per il poco pragmatismo e la mancanza di risolutezza dell'azione di Terza Posizione ed, affascinato dallo spontaneismo dei Nuclei Armati Rivoluzionari, viene, assieme a Luigi Ciavardini e Stefano Soderini, sempre più organicamente coinvolto nelle azioni del gruppo, grazie anche all'opera di convincimento di Fioravanti che, da parte sua, cerca sempre più di sottrarre i giovani militanti alla leadership (a suo dire) strumentale ed utilitaristica di Roberto Fiore e Gabriele Adinolfi, tacciandoli di vigliaccheria ed accusandoli di mandare i giovani militanti allo sbando ed a compiere reati per finanziare il movimento, per poi essere fuggiti all'estero con la cassa.
In questo contesto, la prima azione che lo vede coinvolto in prima persona con i NAR avviene il 6 febbraio 1980 quando, assieme a Fioravanti, per impadronirsi di un mitra M12, i due uccidono il poliziotto Maurizio Arnesano mentre è in servizio di vigilanza davanti all'ambasciata del Libano.
Il 28 maggio 1980, insieme a Fioravanti, Francesca Mambro e Luigi Ciavardini, con Gilberto Cavallini, Mario Rossi e Gabriele De Francisci che partecipano di copertura, uccidono l'appuntato di Polizia Franco Evangelista; l'obiettivo del commando era quello di disarmare una pattuglia di agenti in servizio di vigilanza davanti al liceo romano Giulio Cesare, ma la reazione dei poliziotti scatenò un conflitto a fuoco con la conseguente morte di Evangelista ed il ferimento di altri due agenti.
Il 9 settembre 1980, assieme a Valerio e Cristiano Fioravanti, Francesca Mambro e Dario Mariani, partecipa al gruppo di fuoco che uccide Francesco Mangiameli, leader siciliano di Terza Posizione, accusato dai NAR di aver tenuto per sé il denaro per realizzare il progetto di evasione del terrorista nero Pierluigi Concutelli ed anche (a detta di Valerio Fioravanti) di avere espresso, in più occasioni, giudizi negativi proprio su Giorgio Vale, per il solo fatto di essere mulatto. Attirato dal gruppo in un agguato, Mangiameli venne prima ucciso e poi zavorrato e gettato in un laghetto artificiale di un quartiere della periferia sud di Roma, per poi riaffiorare ed essere scoperto il giorno successivo dalle forze dell'ordine. Ancora nel settembre del 1980, a seguito delle decine di ordini di cattura nei confronti di militanti di estrema destra (tra cui una quarantina di esponenti di Terza Posizione) ordinati dalla magistratura nelle indagini sulla strage alla stazione di Bologna e la conseguente fuga dei principali dirigenti all'estero, Vale, non ancora maggiorenne, divenne a tutti gli effetti il responsabile di Terza Posizione, continuando quindi la sua militanza a mezzo servizio per entrambi i gruppi, per poi diventare, dopo l'arresto di Valerio Fioravanti, avvenuto a Padova la sera del 5 febbraio 1981, a tutti gli effetti un componente a tempo pieno dei NAR nella fase finale del gruppo che, tra vendette intestine e progetti di evasione dei camerati incarcerati, durerà ancora un altro biennio.
Sarà quasi sempre presente nelle azioni del gruppo, soprattutto nelle vendette e nei regolamenti di conti all'interno dell'ambiente della destra eversiva nei confronti dei traditori e dei delatori. È lui, infatti, ad uccidere Giuseppe De Luca sorpreso in casa sotto la doccia, il 31 luglio 1981 ed ammazzato perché accusato dal gruppo di essere un truffatore. E poi ancora, il 30 settembre dello stesso anno, partecipa all'uccisione di Marco Pizzari, ucciso con tre colpi di arma da fuoco nei pressi di piazza Medaglie d'Oro, a Roma.
Il 21 ottobre 1981, invece, fa parte del commando con Alessandro Alibrandi, Gilberto Cavallini, Francesca Mambro e Walter Sordi che, nei pressi di Acilia, uccidono in un agguato il capitano della DIGOS Francesco Straullu insieme all'agente Ciriaco Di Roma, che coordina molte indagini sui gruppi dell'eversione nera e quindi mal visto negli ambienti neofascisti.
L'ultima azione a cui partecipa, pochi giorni prima della sua morte, è una rapina all'agenzia della Banca Nazionale del Lavoro di piazza Irnerio a Roma, il 5 marzo 1982. Durante il conflitto a fuoco con le forze dell'ordine, all'uscita dei terroristi dalla banca, Alessandro Caravillani, studente di 17 anni del liceo artistico, muore colpito alla testa da una pallottola di rimbalzo, mentre passava di lì per recarsi a scuola. Dopo l'azione, Francesca Mambro, ferita gravemente, verrà invece abbandonata presso il pronto soccorso dell'ospedale Santo Spirito ed arrestata dagli agenti.

### I depistaggi per la Strage di Bologna
Giorgio Vale venne direttamente coinvolto nell'inchiesta sulla strage alla stazione di Bologna a seguito di un ritrovamento, il 13 gennaio 1981 sul treno 514 Taranto-Milano, di una valigia contenente esplosivo di tipo T4 (lo stesso utilizzato per compiere la strage), di due mitra MAB (di cui uno, modificato, proveniente dall'arsenale della banda della Magliana) e di due biglietti aerei intestati ad un cittadino francese e ad uno tedesco per voli diretti a Parigi ed a Monaco. Il 7 febbraio, il direttore del SISMI, generale Santovito, trasmette una nota in cui si parla dell'esistenza di un piano di attentati chiamato Terrore sui treni ideato da gruppi di estrema destra e da terroristi tedeschi e francesi, indicando lo stesso Vale come l'acquirente dei biglietti aerei e punto di contatto tra l'area eversiva italiana ed i terroristi stranieri.
In seguito venne però accertato che, in realtà, la valigia era stata collocata dagli stessi vertici del SISMI per cercare di depistare le indagini sulla strage. La corte di assise di Roma, con sentenza definitiva del 1995, individuerà nei generali Musumeci e Santovito, nel Colonnello Belmonte (tutti massimi dirigenti del SISMI), in Francesco Pazienza ed in Licio Gelli, i colpevoli del depistaggio, definito come un “espediente valutato come indicativo di una meditata strategia, cioè quella di indurre comunque gli inquirenti a spostare la loro attenzione sulle piste internazionali ma senza creare sospetti sulla artificiosità di quelle ripetitive indicazioni”. E relativamente alla posizione di Giorgio Vale "il suo intervento per l'acquisto, in un'agenzia di Bari, dei due biglietti aerei intestati a cittadini stranieri e rinvenuti nella valigia collocata sul quel treno, si dimostrarono il risultato di una vera e propria invenzione non appena su quelle notizie gli inquirenti poterono svolgere gli opportuni accertamenti: Vale non era mai stato in quell'appartamento ad Imperia, e non aveva acquistato quei biglietti."

### La morte
Dopo l'arresto di Francesca Mambro, le forze dell'ordine decidono quindi di stringere definitivamente il cerchio attorno ai NAR che, con l'arresto dei fratelli Fioravanti e la morte di Alessandro Alibrandi (caduto in una sparatoria con la polizia) sono praticamente decimati del cosiddetto gruppo storico. Durante alcuni appostamenti, gli uomini della DIGOS, intercettano dei sospetti terroristi a bordo di una Panda, risultata poi rubata e con targa falsa, che li conduce nei pressi di un'autofficina di Morena, borgata della periferia romana.  Gli agenti riescono ad identificare i due sospetti, Luigi Sortino e Pasquale Consalvi che, pedinati fino ad un appartamento di proprietà di quest'ultimo, in via Decio Mure 43, al Quadraro, scoprono che in quella casa, all'interno 2, si nasconde un terrorista, in seguito identificato in Giorgio Vale.
Alle 11:30 del 5 maggio 1982, le forze dell'ordine decidono per un'irruzione nell'appartamento nel quale si trovava asserragliato. Secondo una ricostruzione dei fatti, Giorgio Vale, era solo nell'appartamento e stava ancora dormendo. Quando si è accorto di essere in trappola ha cominciato a sparare contro la porta esplodendo l'intero caricatore della sua Beretta calibro 9 che aveva sotto il cuscino. La polizia rispose al fuoco e un proiettile raggiunse Vale alla tempia. Il terrorista venne ritrovato accasciato sul letto, in una pozza di sangue. Nell'appartamento furono poi rinvenuti centinaia di colpi provenienti dalle armi in dotazione ai funzionari della DIGOS ma, in base anche ai risultati dell'autopsia, fu stabilito che Giorgio Vale era morto colpito da un solo proiettile.
Trasportato all'ospedale San Giovanni fu sottoposto ad intervento, ma morì tre ore dopo. Nell'appartamento venne rinvenuta anche una seconda pistola (una calibro 38 special) e numerosi documenti falsi con la foto di Vale, fra cui un tesserino dell'Arma dei carabinieri.
Inizialmente si parlò anche di suicidio e, nel comunicato ufficiale delle forze dell'ordine, fu evidenziato che, sentendosi braccato, il terrorista avrebbe deciso di mettere fine alla sua vita con un ultimo gesto estremo ma, le successive verifiche con il guanto di paraffina a cura della Polizia Scientifica, stabilirono che Giorgio Vale non aveva affatto sparato. In quei giorni erano in corso anche delle trattative da parte della famiglia e del suo avvocato con alti funzionari del SISDE per farlo costituire.
Vale era latitante da due anni e ricercato da diverse procure per rispondere di numerose accuse per diverse rapine e alcuni omicidi: l'uccisione dei due carabinieri Enea Codotto e Luigi Maronese avvenuta a Padova (5 febbraio 1981), l'omicidio del capitano della Digos Francesco Straullo (21 ottobre 1981) e l'assassinio del magistrato Mario Amato (23 giugno 1980).